# Festes de Sant Antoni
La Festa de Sant Antoni, o Festa de Sant Antoni del Porquet, Santantonada, és la festa més celebrada a tot els territoris de parla catalana, realitzant-se al voltant del 17 de gener, essent una celebració important en els països d'influència cristiana. Es tracta de la festa per excel·lència de l'hivern, preludi del carnestoltes, formant part del patrimoni cultural o etnològic.
Com a tradicional protector dels animals útils per a les feines del camp, se celebren en honor seu gran nombre de festes populars relacionades amb ells, per tal d'obtenir la fertilitat dels animals i dels aliments, i la seva purificació. En el passat va ser una festa clau en moltes poblacions, essent la festa major d'hivern o festa major petita. Actualment, el seu arrelament és un fet, tot i que la desaparició dels animals de treball podia fer pensar en l'extinció de la festa. Als països de parla catalana, la devoció popular al sant es remunta al segle xii, per la influència dels pelegrinatges a l'abadia de Sant Antoni propera a Viena del Delfinat. A molts indrets de Catalunya se celebren els tradicionals Tres Tombs, com a patró dels gremis de traginers: el sant beneeix les cavalleries i presideix les cavalcades, també anomenades Passades o Beneïdes. Al Matarranya així com al País Valencià, la festa també compta amb la presència de grans focs, fogueres o barraques, d'un tipus especial de dimonis, les botargues i d'un bon nombre de balls, cançons i tradicions gastronòmiques pròpies. També hi ha poblacions en què es representa la vida del sant i com els dimonis intentaren cremar-lo sense aconseguir-ho.
A les Balears són diversos els actes per celebrar Sant Antoni, amb beneïdes a Muro on també fan carrosses, Manacor i Ses Salines amb balls de dimonis, acaptes venent el programa de festes a Artà, Manacor amb milers de persones acompanyant el dimoni i resta de personatges de la colla de dimonis, i els sonadors per carrers i places de la ciutat, també a Sant Llorenç i a Alaró amb la diablessa i la colla dimoniera. A Mancor de la Vall i a Son Servera fan la amb davallada del corb, els serverins també fan la troncada, recollint llenya per fer el fogueró, a més de l'aparició en representació teatral d'un altre sant barbut, sant Pau, amb el dimoni gros i les beneïdes. La festa del Pi de Pollença i a Alcúdia 18 dimonis fan una cercavila pel poble, també a Capdepera els dimonis trenquen la creu de mata i es fa el cant de la codolada, recull del que ha passat durant l'any al poble en to d'humor i amb forma de glosa i amb una tonada pròpia de Capdepera.
A Falset (Priorat) la festa de Sant Antoni rep el nom de l'Encamisada, que commemora la victòria dels falsetans sobre els francesos.
A molts municipis de les comarques d'Els Ports i l'Alt Maestrat la festa rep el nom de Publicata de Sant Antoni, i se celebra habitualment amb una foguera a la plaça major del poble.
A Canals, a la comarca de La Costera al País Valencià, cremen la major foguera del món la vespra de la festivitat del Sant, patró del poble.